# 美少女

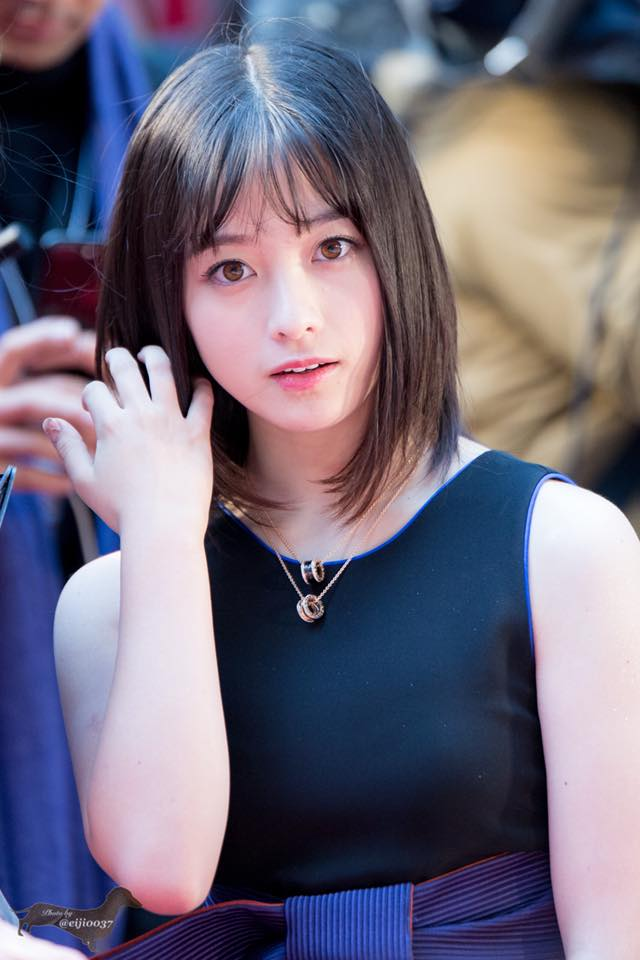
日本女艺人桥本环奈

美少女，在中文指的是美麗的少女，但不包括女性兒童，而少女是指女性的青少年。但在日文裡特指外貌上的美，年齡範圍也比中文的定义偏低。

## 來源
日本神話中，創世之初，伊奘諾尊曾言「喜哉，遇可美少女」。「美少女」一詞來自日本作家太宰治的短篇小說作品之題名。
在日本，女藝人能夠出道成名的條件之一，就是本身具有美少女的特質。1980年代，首位「國民美少女」後藤久美子帶起了美少女的風潮。
日系的ACG常以美少女做為女主角的設定元素。

## 日本漫畫美少女特徵

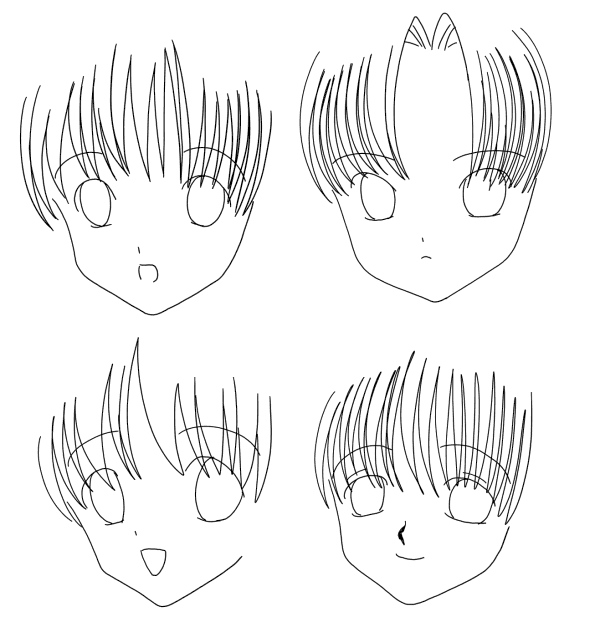
日式美少女臉部外型的典型設定畫

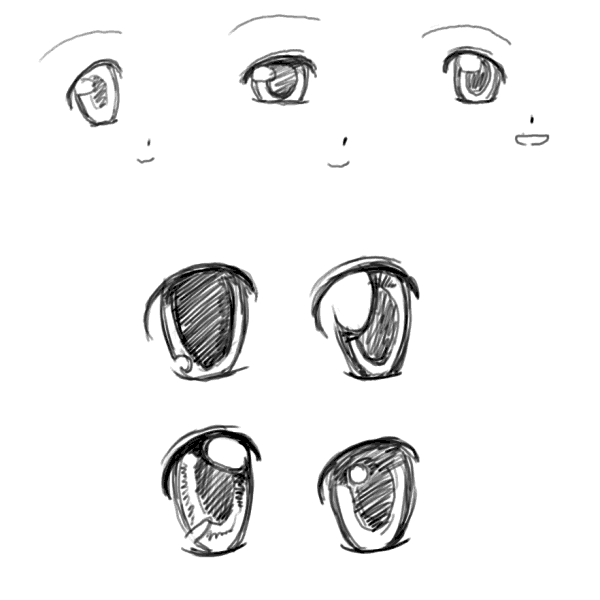
日式美少女典型的眼睛外型設定畫

在日本ACG創作界中稱之為。一般認定是手塚治虫確立日漫美少女的外形風格，其特點與不成文的外型定義大致如下：
- 大眼（漫畫尤其強調眼睛的「透明感」與星星一樣的「反光」。不論周圍光線，都不會變化，即「水汪汪的大眼」。使用該方式表現女性人物的作品以小甜甜最為人所知）
- 大瞳孔與虹膜
- 身材矮或窄肩，不是指絕對身高而是因為頭部很圓而顯得頭重腳輕的感覺，儘管是170cm高20歲以上的女性，因臉很圓而顯得身體較真人小的。
- 四肢細長，由其是腿部。
- 鼻子小而簡單（多數呈三角形）有時索性在較遠鏡不盡出來。
- 嘴唇在閉合時幾乎看不見的
- 臉孔平板（不立體）
- 身體骨架瘦

美少女的角色並不一定符合以上「所有」敘述，如很多女主角都是高頭大馬或年過二十五歲，還有不少人是小眼睛的，但幾乎總有一部分的特徵在女主角身上出現。這些也不只出現在美少女角色上，如美男子或兒童，但在絕大多數的日式ACG設定中，許多女性角色都有這些特徵。

## 影響
日本漫畫常見的美少女特徵，影響到中國大陸、香港、台灣、韓國等鄰近地區，對動漫美女的審美觀和認定標準。
社會對女性的美的標準和宣傳，會對絕大多數的女性造成壓力。研究顯示，絕大多數的（70%）女性認為能代表自己的人物中在日常圖像中並未得到充分的展現，且絕大多數的女性都認為自己感受到媒體中不真實的美的標準的壓力。另外雖然電玩女性常常性感化，但性感化的設計並不總是受歡迎，甚至男性也不歡迎此類的設計。一項於2020年進行、涵蓋2,006名年紀超過16歲、橫跨英國與美國的電玩玩家的調查顯示，62%的女性玩家及50%的男性玩家認為遊戲的女角經常被過度性化。

## 各語言的同義詞
- fairy maid：古英語
- ，Yokaogojo：日本鹿兒島方言